# KFConsole
La KFConsole est une future console de jeu vidéo de salon développée par KFC Gaming et Cooler Master. Après son annonce initiale en juin 2020, ce projet était largement considéré comme un canular jusqu'à son annonce officielle en décembre 2020. La console dispose de diverses fonctionnalités, notamment le traçage de rayons (ray tracing), une définition allant jusqu'à 4K et une sortie 240Hz. La caractéristique étonnante du matériel est sa « Chicken Chamber » (littéralement, chambre de poulet) brevetée qui peut stocker et réchauffer le poulet.

## Conception
Le design de la KFConsole est inspiré du Bargain Bucket de KFC,. La console elle-même est un cylindre entièrement noir avec un bouton d'alimentation rouge rétroéclairé à l'avant sous la Chicken Chamber, qui porte le logo rouge KFConsole. La Chicken Chamber est un tiroir qui s'ouvre pour révéler un compartiment pour stocker les aliments, en particulier le poulet frit KFC. Le compartiment utilise également la chaleur naturelle du système et le système de circulation d'air afin de réchauffer le contenu.

## Caractéristiques
La KFConsole est doté d'un Intel Core i9, d'une mini-carte graphique Asus et de deux SSD de 1To Seagate NVMe

## Commercialisation
La KFConsole a été officiellement annoncée le 22 décembre 2020. Aucune date de sortie officielle n'a été annoncée pour la console, et le prix est également inconnu.